# Archeologické rozhledy

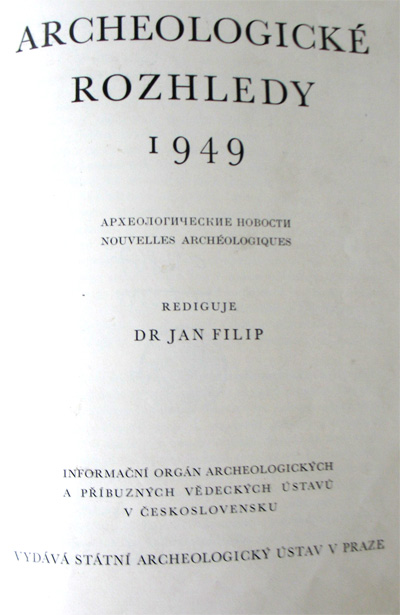
Az első szám

Az Archeologické rozhledy Csehország egyik legismertebb régészeti szakfolyóirata. 1949-ben indult útjára a Csehszlovák Akadémia könyvkiadójának gondozásában. 1991 óta a Csehszlovák, később Cseh Akadémia Régészeti Intézetének kiadványa. Eredetileg évente hatszor, ma már csak négyszer jelenik meg. Elengedhetetlen fóruma a cseh régészet aktuális témáinak, elméleti és gyakorlati eredményeinek, valamint könyvrecenziók és szakmabeli hírek megjelenésének.

## Főszerkesztői
- 1949-1975 Jan Filip
- 1976-1990 Josef Poulík
- 1991-1996 Jiří Hrala
- 1997-2000 Václav Matoušek
- 2000-től Martin Ježek

## Regiszterek
- Minden 10. évfolyam utolsó számában
- internetes kereső

## Külső hivatkozások
- online elérhető számok
- Weboldal bibliográfiai keresővel